# Quintus Cassius Longinus
Quintus Cassius Longinus, fratele sau vărul lui Gaius Cassius Longinus (ucigașul lui Iulius Cezar), a fost un guvernator al lui Cezar în Hispania (Peninsula Iberică, care cuprindea Spania și Portugalia de astăzi).
El a fost un chestor al lui Pompei în Hispania Ulterior în 54 î.Hr.. În 49 î.Hr., ca tribun al poporului, el a susținut cu tărie cauza lui Cezar, și de aceea a fost făcut guvernator în Hispania Ulterior. El a tratat provincialii cu mare cruzime, și numirea sa (în 48 î.Hr.) drept comandant împotriva lui Juba I din Numidia a dat o scuză pentru opresiunile sale. Rezultatul a fost o insurecție fără succes la Corduba. Cassius a pedepsit liderii cu severitate necruțătoare și a făcut viața la o mulțime de provinciali mai grea decât oricând.
În cele din urmă trupele sale s-au revoltat sub conducerea chestorului Marcellus , care a fost proclamat guvernator al provinciei. Cassius a fost înconjurat de Marcellus la Ulia. Bogud, rege în Mauretania și Marcellus Lepidus, proconsul de Hispania Citerior, i-au acordat lui Cassius ajutor și au negociat un acord cu Marcellus prin care lui Cassius să i se permită să plece liber cu legiunile care i-au rămas loiale. Cassius a trimis trupele sale iarna, s-a grăbit să ajungă la bordul unei nave de la Malaca cu câștigurile sale necinstite, dar a fost ruinat de o furtună la Iberus (Ebro). Guvernul său tiranic din Hispania a adus prejudicii grave imaginii lui Cezar.